# Кісельськ
Кісельськ (пол. Kisielsk) — село в Польщі, у гміні Сточек-Луковський Луківського повіту Люблінського воєводства.
Населення — 382 особи (2011).
У 1975-1998 роках село належало до Седлецького воєводства.

## Демографія
Демографічна структура станом на 31 березня 2011 року:
|          | Загалом | Допрацездатний вік | Працездатний вік | Постпрацездатний вік |
| -------- | ------- | ------------------ | ---------------- | -------------------- |
| Чоловіки | 209     | 44                 | 138              | 27                   |
| Жінки    | 173     | 28                 | 102              | 43                   |
| Разом    | 382     | 72                 | 240              | 70                   |